# Potez XV
Potez XV – francuski samolot liniowy (rozpoznawczo-bombowy) zaprojektowany w 1923 roku i zbudowany w wytwórni lotniczej Avions Henri Potez.

## Historia
W 1923 roku francuski konstruktor inż. Henri Potez we własnej wytwórni skonstruował i zbudował prototyp samolotu liniowego - rozpoznawczo-bombowego, który został oznaczony jako Potez XV. Koncepcja samolotu opierała się na francuskiej szkole konstrukcyjnej samolotu liniowego (taka nazwa była stosowana w Lotnictwie Polskim). Był to z założenia samolot rozpoznawczy, z możliwością bombardowania wykrytych celów taktycznych i bliskich interwencji bombardierskich na polu walki.
Samolot został skonstruowany w układzie dwupłata z dwudźwigarowymi drewnianymi skrzydłami. Płaty pokryte były do pierwszego dźwigara sklejką, a pozostała część płótnem. Miały obrys prostokątny i były usztywnione oprofilowanymi stójkami wykonanymi z rur duralowych oraz ścięgnami taśmowymi. Lotki na górnym płacie wychodziły nieco poza jego obrys. Kadłub samolotu miał konstrukcję kratownicową, drewnianą i był częściowo oprofilowany. W przedniej części kadłuba umieszczony był silnik i ta część pokryta była blachą, środkowa część za silnikiem aż do końca drugiej kabiny pokryta była sklejką, część tylna kadłuba pokryta była płótnem. W środkowej części kadłuba usytuowano dwie odkryte kabiny – jedna za drugą – pierwsza pilota, druga obserwatora (będącego też strzelcem pokładowym). Do tylnej części kadłuba zamocowano usterzenie klasyczne drewniane, podparte zastrzałami i kryte płótnem. Z przodu przed silnikiem umieszczono dwie chłodnice Lamblina. Za silnikiem w kadłubie zamontowano dwa zbiorniki paliwa pokryte warstwą gumy samouszczelniającej w nich otwory po ewentualnych przestrzelinach.
Po przeprowadzeniu wymaganych prób w locie, które potwierdziły jego dobrych właściwości pilotażowe, w połowie 1923 roku rozpoczęto produkcję seryjną samolotów w dwóch niewiele różniących się wersjach: rozpoznawczej oznaczonej jako Potez XVA2 i bombowej – Potez XVB2. W 1924 roku opracowano i zbudowano także prototyp wodnosamolotu oznaczonego jako Potez XV HO2 – lecz nie był on produkowany.
Samoloty Potez XV produkowano we Francji do 1931 roku, łącznie zbudowano ich 545 sztuk w obu wersjach. Ponadto w latach 1924–1926 produkowane były na podstawie licencji w Polsce, gdzie zbudowano ich 135 sztuk.
W Polsce 8 kwietnia 1924 roku Główny Zarząd Zaopatrzenia Armii polskiego Ministerstwa Spraw Wojskowych podpisał umowę z Podlaską Wytwórnią Samolotów (PWS) w Białej Podlaskiej na produkcję 50 samolotów Potez XVA2, a 24 kwietnia 1924 roku z firmą Zakłady Mechaniczne Plage i Laśkiewicz w Lublinie na produkcję 100 samolotów tego typu. Pierwszy samolot licencyjny został zbudowany w 1925 roku w Białej Podlaskiej. Łącznie w obu wytwórniach wyprodukowano 135 samolotów.
Polską wersją maszyny wywodzącej się z Poteza XV był Potez XXVII. Posiadał on płatowiec z Poteza XXV z kadłubem i silnikiem Poteza XV. Wersja ta była produkowana wyłącznie w Polsce. 

## Użycie w lotnictwie
Samoloty Potez XV od 1923 roku były wprowadzane do lotnictwa francuskiego. Samoloty te zostały zakupione przez lotnictwo m.in. Rumunii (120 sztuk), Hiszpanii (100 sztuk), Bułgarii (w wersji eksportowej pod oznaczeniem Potez XVII) i Danii, oraz kilka państw w Ameryce i Azji.

## Użycie w lotnictwie polskim
Samoloty Potez XV zostały również zakupione przez Polskę. W 1923 roku podpisano umowę z firmą Potez na dostawę samolotów do Polski oraz zakupiono licencję na produkcję wersji rozpoznawczej. Pierwsze samoloty zostały sprowadzone drogą lotniczą w 1924 roku. Łącznie we Francji zakupiono 110 samolotów Potez XVA2 i B2. Ponadto do lotnictwa dostarczono 135 samolotów Potez XVA2 wyprodukowanych na licencji w Polsce (100 z zakładów Plage i Laśkiewicz, 35 z zakładów PWS).
Pierwsze samoloty otrzymały eskadry z 2 pułku lotniczego w Krakowie jesienią 1924 roku, a w następnym roku otrzymały je eskadry pozostałych pułków lotniczych. W sumie w lotnictwie polskim znalazło się 245 samolotów Potez XV obu wersji.
Samoloty tego typu znajdowały się w wyposażeniu polskiego lotnictwa wojskowego w eskadrach bojowych do 1927 roku, a następnie zostały wycofane do szkół lotniczych i rezerwy. W szkołach lotniczych były używane do połowy lat trzydziestych XX wieku. Jeden z tych samolotów został po wycofaniu z lotnictwa wojskowego przebudowany na pierwszy w Polsce samolot rolniczy.
Potez XV był następcą Ansaldo A.300. Miał dobre właściwości pilotażowe i w przeciwieństwie do Ansaldo miał dobrą wytrzymałość konstrukcji – był maszyną bezpieczniejszą dla załogi.
Rozwinięciem koncepcji samolotu „liniowego” (taka nazwa była stosowana w Lotnictwie Polskim) był model pośredni Potez XXVII, Potez XXV jak i samoloty liniowe (rozpoznawcze, z możliwością bombardowania wykrytych celów taktycznych) polskiej konstrukcji – PZL.23 Karaś i PZL.46 Sum.

## Konstrukcja
Samolot Potez XVA2 był dwumiejscowym samolotem, dwupłatem o konstrukcji drewnianej. Samolot miał podwozie klasyczne – stałe, niehamowane. Napęd stanowił silnik rzędowy typu Lorraine-Dietrich 12DB, z dwupłatowym, drewnianym śmigłem.